# Gabriel Odor
Gabriel Odor (ur. 23 sierpnia 2000 w Hall in Tirol‎) – austriacki łyżwiarz szybki, olimpijczyk z Pekinu 2022, mistrz świata juniorów.

## Wyniki

### Igrzyska olimpijskie
| Rok  | Gospodarz | bieg masowy |
| ---- | --------- | ----------- |
| 2022 | Pekin     | 10          |

### Mistrzostwa świata na dystansach
| Rok  | Gospodarz  | 1500 m | bieg masowy |
| ---- | ---------- | ------ | ----------- |
| 2021 | Heerenveen | 23     | 10          |

### Mistrzostwa Europy
| Rok  | Gospodarz  | 1500 m | bieg masowy |
| ---- | ---------- | ------ | ----------- |
| 2020 | Heerenveen | 18     | 13          |

### Mistrzostwa świata juniorów
| Rok  | Gospodarz           | 500 m | 1000 m | 1500 m | 5000 m | bieg masowy | wielobój |
| ---- | ------------------- | ----- | ------ | ------ | ------ | ----------- | -------- |
| 2016 | Changchun           | 54    | —      | 46     | —      | —           | —        |
| 2017 | Helsinki            | 48    | 42     | 33     | —      | 14          | 36       |
| 2018 | Salt Lake City      | 28    | 20     | 18     | 9      | —           | 6        |
| 2019 | Baselga di Piné     | 33    | 23     | 5      | 16     | złoto       | 9        |
| 2020 | Tomaszów Mazowiecki | 26    | 11     | 8      | 9      | srebro      | 4        |